# Oddington (Gloucestershire)
Oddington é uma paróquia do distrito de Cotswold, no condado de Gloucestershire, na Inglaterra. De acordo com o Censo de 2011, tinha 417 habitantes. Tem uma área de 7,34 km². Esta paróquia é formada pelas aldeias de Lower Oddington e Upper Oddington.